# Vittorio Ferraresi
Vittorio Ferraresi, né le 21 septembre 1987) à Cento, est un homme politique italien, membre du Mouvement 5 étoiles.

## Biographie
En 2013, il est élu député de la circonscription Émilie-Romagne pour le Mouvement 5 étoiles.
À la fin des études secondaires, il est diplômé en droit de l'Université de Ferrare avec une thèse en droit de procédure pénale concernant les techniques d'enquête sur les crimes environnementaux.
Il a commencé à militer au sein du Mouvement 5 étoiles en 2008 en participant au meeting "Grilli Estensi" à Ferrare. En 2010 à Finale Emilia, il fonde le groupe local du Movimento 5 Stelle.
Aux élections parlementaires de 2013, il est élu député de la XVIIe législature de la République italienne dans le XIe district d'Émilie-Romagne.
En plus d'être membre et chef du groupe M5S de la II Commission (Justice) depuis le 7 mai 2013, il est également membre de la Junte pour les autorisations et de la Commission parlementaire bicamérale pour les poursuites judiciaires, toutes deux depuis le 15 février 2016.
Au comité de la justice, il s'est occupé du droit pénal et des prisons, il a été rapporteur de minorité sur : les décès dus aux accidents sur la route, la réforme d'Orlando du procès pénal, l'intimidation et le cyber-harcèlement et l'introduction du crime de torture.
Il a traité des mesures relatives au séisme d'Emilie de 2012 et aux inondations, notamment la mise en place de la ZFU (zone franche urbaine) et la suspension des hypothèques sur les maisons inutilisables des sinistrés.
Il est le premier signataire des projets de loi concernant : la légalisation du cannabis, les violences contre les animaux, la reconversion d'anciennes sucreries en centrales biomasse, la modification du code de procédure pénale dans le domaine des écoutes téléphoniques et de la discipline des enregistrements vidéo, la modification de la code pénal, concernant l'aggravation des peines pour les crimes de violence sexuelle, et la délégation au Gouvernement concernant la formation du personnel de santé et des forces de police.
Aux élections parlementaires de 2018, il a été reconfirmé comme député, étant élu au scrutin proportionnel au sein du collège plurinominal Émilie-Romagne-02 .
Depuis le 11 avril 2018, il est membre de la Commission spéciale d'examen des actes du gouvernement dont il est le secrétaire. Le 12 juin, il est devenu sous-secrétaire de Justice dans le gouvernement de Conte I, coalition Mouvement 5 étoiles (M5S) et Lega (Parti de Salvini).